# أفشين تشاوشي
أفشين تشاوشي (بالفارسية: افشین چاووشی) هو لاعب كرة قدم إيراني في مركز الهجوم، ولد في 17 سبتمبر 1984 في رشت في إيران. لعب مع نادي ألومينيوم هرمزغان ونادي استقلال رشت ونادي بكاه كيلان ونادي داماش غيلان ونادي ستيل آذين ونادي ملوان.